# Gábor Benedek
Gábor Benedek (Tiszaföldvár, 23 marzo 1927) è un ex pentatleta ungherese.

## Palmarès
In carriera ha conseguito i seguenti risultati:
- Giochi olimpici:

Helsinki 1952: oro nel pentathlon moderno a squadre ed argento individuale.
- Mondiali:

Santo Domingo 1953: oro nel pentathlon moderno individuale.
Budapest 1954: oro nel pentathlon moderno a squadre.